# Metoda D’Hondta
Metoda D’Hondta (również: metoda Jeffersona, metoda Badera-Ofera) – metoda stosowana do podziału mandatów w systemach wyborczych opartych na proporcjonalnej reprezentacji z listami partyjnymi. Jej nazwa pochodzi od nazwiska belgijskiego matematyka Victora D’Hondta.

## Podział mandatów
W metodzie tej dla każdego komitetu wyborczego, który przekroczył próg wyborczy, obliczane są kolejne ilorazy całkowitej liczby głosów uzyskanych przez dany komitet i kolejnych liczb naturalnych, czyli ilorazy wyborcze. O podziale miejsc pomiędzy komitetami decyduje wielkość obliczonych w ten sposób ilorazów. Można to przedstawić wzorem:
{\displaystyle I_{i}={\frac {G}{i}},}
gdzie:
{\displaystyle I_{i}} – {\displaystyle i}-ty iloraz wyborczy,
{\displaystyle G} – całkowita liczba głosów oddana na dany komitet w wyborach,
{\displaystyle i} – liczba naturalna, {\displaystyle i\geqslant 1.}
Tak więc dla każdego komitetu liczba uzyskanych głosów jest dzielona kolejno przez {\displaystyle 1,2,3,\dots ,n.} W ten sposób uzyskuje się malejące wielkości {\displaystyle I,} które porównywane są następnie z wynikami wszystkich komitetów biorących udział w wyborach i szeregowane w kolejności od największej do najmniejszej. Mandaty przydziela się zgodnie z określoną w ten sposób kolejnością, poczynając od najwyższego wyniku do najniższego, aż do momentu, gdy liczba dostępnych miejsc zostanie wyczerpana.

## Przykład
Mamy komitety A, B i C, które otrzymały kolejno 720, 300 i 480 głosów. Do obsadzenia jest 8 mandatów.
1 krok: obliczenie ilorazów
| Dzielnik | Komitet A             | Komitet B     | Komitet C    |
| -------- | --------------------- | ------------- | ------------ |
| 1        | 720 (pierwszy mandat) | 300 (czwarty) | 480 (drugi)  |
| 2        | 360 (trzeci)          | 150           | 240 (szósty) |
| 3        | 240 (piąty)           | 100           | 160 (ósmy)   |
| 4        | 180 (siódmy)          | 75            | 120          |
| 5        | 144                   | 60            | 96           |

2 krok: ułożenie ilorazów w kolejności malejącej (w nawiasach komitet):
1. (A) – 720
2. (C) – 480
3. (A) – 360
4. (B) – 300
5. (A) – 240
6. (C) – 240
7. (A) – 180
8. (C) – 160

itd.
W związku z tym, że do rozdzielenia jest 8 mandatów, 4 mandaty otrzymuje komitet A (ilorazy 720, 360, 240 i 180), 1 mandat – komitet B (iloraz 300) oraz 3 mandaty – komitet C (ilorazy 480, 240 i 160).
W przypadku, gdyby kilka komitetów uzyskało takie same ilorazy, stosuje się różne metody dodatkowego szeregowania. W Polsce wybrano następujący sposób: Jeżeli kilka list uzyskało ilorazy równe ostatniej liczbie z liczb uszeregowanych w podany sposób, a list tych jest więcej niż mandatów do rozdzielenia, pierwszeństwo mają listy w kolejności ogólnej liczby oddanych na nie głosów. Gdyby na dwie lub więcej list oddano równą liczbę głosów, o pierwszeństwie rozstrzyga liczba obwodów głosowania, w których na daną listę oddano większą liczbę głosów.
Gdyby Komitet C przekonał 145 wyborców komitetu B, że nie warto głosować na najsłabszego w sondażach a zamiast tego na komitet C, to przeliczenie na mandaty wyglądałoby następująco:
1 krok: obliczenie ilorazów
| Dzielnik | Komitet A             | Komitet B | Komitet C       |
| -------- | --------------------- | --------- | --------------- |
| 1        | 720 (pierwszy mandat) | 155       | 625 (drugi)     |
| 2        | 360 (trzeci)          | 77,5      | 312,5 (czwarty) |
| 3        | 240 (piąty)           | 51,7      | 208,3 (szósty)  |
| 4        | 180 (siódmy)          | 38,8      | 156,3 (ósmy)    |
| 5        | 144                   | 31        | 125             |

2 krok: ułożenie ilorazów w kolejności malejącej (w nawiasach komitet):
1. (A) – 720
2. (C) – 625
3. (A) – 360
4. (C) – 312,5
5. (A) – 240
6. (C) – 208,3
7. (A) – 180
8. (C) – 156,3

Gdyby jednak Komitet B przekonał 13 wyborców komitetu C, że warto głosować na najsłabszy w sondażach komitet B, bo potrzeba mu mniej głosów do zdobycia kolejnego mandatu, to przeliczenie na mandaty wyglądałoby następująco:
1 krok: obliczenie ilorazów
| Dzielnik | Komitet A             | Komitet B     | Komitet C      |
| -------- | --------------------- | ------------- | -------------- |
| 1        | 720 (pierwszy mandat) | 313 (czwarty) | 467 (drugi)    |
| 2        | 360 (trzeci)          | 156,5 (ósmy)  | 233,5 (szósty) |
| 3        | 240 (piąty)           | 104,3         | 155,7          |
| 4        | 180 (siódmy)          | 78,3          | 116,8          |
| 5        | 144                   | 62,6          | 93,4           |

2 krok: ułożenie ilorazów w kolejności malejącej (w nawiasach komitet):
1. (A) – 720
2. (C) – 467
3. (A) – 360
4. (B) – 313
5. (A) – 240
6. (C) – 233,5
7. (A) – 180
8. (B) – 156,5

## Zbliżenie idealnej proporcjonalności
Doskonała proporcjonalność nie zawsze jest możliwa.
Metody reprezentacji proporcjonalnej podchodzą do jej przybliżenia na różne sposoby,
które implikują różne koncepcje nieproporcjonalności.
Metoda D’Hondta minimalizuje największy współczynnik korzyści,
{\displaystyle \max _{k}w_{k}={\frac {m_{k}}{g_{k}}},}
gdzie:
{\displaystyle w_{k}} – współczynnik korzyści komitetu {\displaystyle k,}
{\displaystyle m_{k}} – udział mandatów udzielonych do komitetu {\displaystyle k,} {\displaystyle m_{k}\in [0,1],\;\sum _{k}m_{k}=1,}
{\displaystyle g_{k}} – udział głosów oddanych na komitet {\displaystyle k} w wyborach, {\displaystyle g_{k}\in [0,1],\;\sum _{k}g_{k}=1}.
Metoda D’Hondta dzieli głosy na dokładnie proporcjonalnie reprezentowane i niereprezentowane, minimalizując udział niereprezentowanych głosów
{\displaystyle \pi ^{*}=1-{\frac {1}{\max _{k}w_{k}}}}.
Niereprezentowany udział głosów komitetu jest
{\displaystyle n_{k}=g_{k}-(1-\pi ^{*})m_{k},\;n_{k}\in [0,g_{k}],\sum _{k}\,n_{k}=\pi ^{*}}.
Przy minimalizacji ogólnej liczby niereprezentowanych głosów metoda D’Hondta bierze pod uwagę tylko największy współczynnik korzyści.
Jeśli do oceny proporcjonalności stosuje się współczynnik korzyści, wynika to z tego że metoda D’Hondta faworyzuje duże ugrupowania w większym stopniu niż druga spośród najpopularniejszych metod przeliczania głosów – metoda Sainte-Laguë.

## Stosowanie
Metoda D’Hondta jest najczęściej stosowaną metodą reprezentacji proporcjonalnej w wyborach do parlamentów narodowych.
Stosuje się ją przy podziale mandatów w wyborach parlamentarnych m.in. w Austrii, Finlandii, Izraelu, Holandii i Hiszpanii. W Polsce stosowano ją m.in. w parlamentarnych ordynacjach wyborczych II Rzeczypospolitej (do 1935 r.), a także w III Rzeczypospolitej (z wyłączeniem wyborów w 1991 r. oraz wyborów w 2001 r.) przy podziale mandatów do Sejmu oraz w wyborach samorządowych (do rad gmin powyżej 20 000 mieszkańców, rad powiatów oraz sejmików województw).
W Izraelu metoda ta jest w użyciu od 1973, przy czym znana jest pod nazwą metody Badera-Ofera, od nazwisk parlamentarzystów, którzy zaproponowali jej wprowadzenie (Jochanan Bader i Awraham Ofer).